# Alena Luzykowitsch
Alena Luzykowitsch (auch Aliona Lutsykovich, belarussisch Алена Луцыковіч, russisch Алёна Луцикович/Aljona Luzikowitsch; * 16. November 1992) ist eine belarussische Biathletin.
Alena Luzykowitsch gab ihr internationales Debüt bei den Juniorenweltmeisterschaften 2011 in Nové Město na Moravě, wo sie 40. des Einzels und 62. des Sprints wurde. Es folgten die Juniorinnenrennen der Europameisterschaften 2011 in Ridnaun, bei denen Luzykowitsch 48. des Sprints wurde, im darauf basierenden Verfolger das Rennen überrundet wurde und im Einzel ihr Rennen nicht beendete. Besser lief es bei den Europameisterschaften 2012 in Osrblie, wo sie 38. des Einzels und Zehnte im Mixed-Staffelrennen wurde. Im Sprintrennen wurde sie disqualifiziert. Die Juniorenweltmeisterschaften 2013 in Obertilliach beendete sie 39. des Einzels, 51. des Sprints, 44. der Verfolgung und 13. im Staffelrennen. Bei den Europameisterschaften 2013 in Bansko wurde sie 35. des Einzels, 36. des Sprints, 23. der Verfolgung und Staffel-Siebte. Ihren ersten Einsatz bei den Frauen hatte Luzykowitsch bei den Sommerbiathlon-Europameisterschaften 2013 in Haanja. Dort wurde sie zu Beginn der Wettkämpfe in der Mixed-Staffel ihres Landes eingesetzt und belegte an der Seite von Ksenija Pljaskina, Aliaksandr Knatsko und Uladzislau Miadziukha den sechsten Rang. Im folgenden Sprint und dem Verfolgungsrennen kam sie bei den Juniorinnen zum Einsatz, bei denen sie Sechste im Sprint wurde und im Verfolgungsrennen als Viertplatzierte knapp um einen Rang eine Medaille verpasste.

## Belege
1. ↑  Juniorinnen-Sprintresultate der Sommer-EM 2013 (Memento des Originals vom 14. Juli 2014 im Internet Archive)  Info: Der Archivlink wurde automatisch eingesetzt und noch nicht geprüft. Bitte prüfe Original- und Archivlink gemäß Anleitung und entferne dann diesen Hinweis. (PDF; 363 kB)
2. ↑  Juniorinnen-Verfolgunsrennresultate der Sommer-EM 2013 (PDF; 366 kB)

| Personendaten    | Personendaten |
| ---------------- | --- |
| NAME             | Luzykowitsch, Alena |
| ALTERNATIVNAMEN  | Lutsykovich, Aliona; Луцыковіч, Алена (belarussisch); Луцикович, Алёна (russisch); Luzikowitsch, Aljona (russisch transkribiert) |
| KURZBESCHREIBUNG | belarussische Biathletin |
| GEBURTSDATUM     | 16. November 1992 |